# 阿氏湖麗魚
阿氏湖麗魚，為輻鰭魚綱鱸形目隆頭魚亞目慈鯛科的其中一種，分布於非洲坦干伊喀湖南部流域，為特有種，體長可達23.5公分，棲息在沙底質的深水域，生活習性不明，可作為觀賞魚。

## 擴展閱讀
維基物種上的相關：阿氏湖麗魚